# Campeonato Mineiro 2023
In 2023 werd het 109de Campeonato Mineiro gespeeld voor voetbalclubs uit de Braziliaanse staat Minas Gerais. De competitie werd gespeeld van 21 januari tot 9 april en werd georganiseerd door de FMF. Atlético werd kampioen.

## Format
Het format werd gewijzigd en nam dat van het Campeonato Paulista over. De clubs werden over drie groepen van vier clubs verdeeld. Alle clubs speelden één keer tegen de teams uit de andere twee groepen en niet tegen de teams uit de eigen groep. De vier teams met het beste resultaat, ongeacht de groep, plaatsten zich voor de tweede fase. De drie teams met het slechtste resultaat, ongeacht de groep, speelden een apart degradatietoernooi. De nummers 5 tot en met acht in de stand spelen nog de Troféu Inconfidência. De winnaar hiervan eindigt op de vijfde plaats in het algemeen klassement ongeacht het aantal punten en plaatst zich voor de Copa do Brasil. De finalist wordt zesde en is geplaatst voor de Série D, indien de club niet al in een hogere nationale reeks speelt.

## Eerste fase

### Groep A
| Plaats | Club             | Wed. | W | G | V | Saldo | Ptn. |
| ------ | ---------------- | ---- | - | - | - | ----- | ---- |
| 1.     | Atlético Mineiro | 8    | 6 | 2 | 0 | 15:5  | 20   |
| 2.     | Athletic         | 8    | 4 | 3 | 1 | 13:8  | 15   |
| 3.     | Villa Nova       | 8    | 3 | 1 | 4 | 8:14  | 10   |
| 4.     | Pouso Alegre     | 8    | 2 | 4 | 2 | 7:10  | 10   |

### Groep B
| Plaats | Club         | Wed. | W | G | V | Saldo | Ptn. |
| ------ | ------------ | ---- | - | - | - | ----- | ---- |
| 1.     | América      | 8    | 5 | 3 | 0 | 15:6  | 18   |
| 2.     | Caldense     | 8    | 1 | 2 | 5 | 9:15  | 5    |
| 3.     | Patrocinense | 8    | 1 | 1 | 6 | 8:13  | 4    |
| 4.     | Democrata-SL | 8    | 0 | 4 | 4 | 6:12  | 4    |

### Groep C
| Plaats | Club         | Wed. | W | G | V | Saldo | Ptn. |
| ------ | ------------ | ---- | - | - | - | ----- | ---- |
| 1.     | Cruzeiro     | 8    | 3 | 3 | 2 | 11:7  | 12   |
| 2.     | Tombense     | 8    | 3 | 2 | 3 | 14:12 | 11   |
| 3.     | Democrata-GV | 8    | 2 | 4 | 2 | 8:10  | 10   |
| 4.     | Ipatinga     | 8    | 2 | 3 | 3 | 9:11  | 9    |

|  | Gekwalificeerd voor tweede fase          |
|  | Gekwalificeerd voor Troféu Inconfidência |
|  | Deelname degradatietoernooi              |

## Degradatietoernooi
| Plaats | Club         | Wed. | W | G | V | Saldo | Ptn. |
| ------ | ------------ | ---- | - | - | - | ----- | ---- |
| 1.     | Patrocinense | 3    | 2 | 1 | 0 | 4:1   | 7    |
| 2.     | Caldense     | 4    | 1 | 1 | 2 | 3:3   | 4    |
| 3.     | Democrata-SL | 3    | 1 | 0 | 2 | 1:4   | 3    |

De laatste wedstrijd tussen Patrocinense en Democrata werd niet meer gespeeld omdat degradatie toch al onafwendbaar was voor Democrata. 
|  | Degradatie naar de tweede klasse |

## Tweede fase
In geval van gelijkspel wint de club met het beste resultaat in de competitie.
|  | halve finale     | halve finale | halve finale | halve finale |  |                  | finale | finale | finale | finale |
|  |                  |              |              |              |  |                  |        |        |        |        |
|  |                  |              |              |              |  |                  |        |        |        |        |
|  | Atlético Mineiro | 0            | 1            | 1            |  |                  |        |        |        |        |
|  | Athletic         | 1            | 0            | 1            |  |                  |        |        |        |        |
|  |                  |              |              |              |  | Atlético Mineiro | 3      | 2      | 5      |        |
|  |                  |              |              |              |  | América          | 2      | 0      | 2      |        |
|  | América          | 2            | 2            | 4            |  |                  |        |        |        |        |
|  | Pouso Alegre     | 0            | 1            | 1            |  |                  |        |        |        |        |

## Troféu Inconfidência
In geval van gelijkspel werden strafschoppen genomen, tussen haakjes weergegeven.  
|  | halve finale | halve finale | halve finale | halve finale |  |            | finale | finale | finale | finale |
|  |              |              |              |              |  |            |        |        |        |        |
|  |              |              |              |              |  |            |        |        |        |        |
|  | Villa Nova   | 2            | 2            | 4            |  |            |        |        |        |        |
|  | Democrata-GV | 0            | 0            | 0            |  |            |        |        |        |        |
|  |              |              |              |              |  | Villa Nova | 1      | 2      | 3      |        |
|  |              |              |              |              |  | Tombense   | 2      | 3      | 5      |        |
|  | Tombense     | 2            | 0            | 2            |  |            |        |        |        |        |
|  | América      | 2            | 0            | 2            |  |            |        |        |        |        |

## Algemeen klassement
| Plaats | Club             | Gr. | Wed. | W | G | V | Saldo | Ptn. |
| ------ | ---------------- | --- | ---- | - | - | - | ----- | ---- |
| 1.     | Atlético Mineiro | A   | 12   | 9 | 2 | 1 | 21:8  | 29   |
| 2.     | América          | B   | 12   | 7 | 3 | 2 | 21:12 | 24   |
| 3.     | Athletic (1)     | A   | 10   | 5 | 3 | 2 | 14:9  | 18   |
| 4.     | Cruzeiro         | C   | 10   | 3 | 3 | 4 | 12:11 | 12   |
| 5.     | Tombense         | C   | 12   | 5 | 4 | 3 | 21:17 | 19   |
| 6.     | Villa Nova (1)   | A   | 12   | 5 | 1 | 6 | 15:19 | 16   |
| 7.     | Pouso Alegre     | A   | 10   | 2 | 6 | 2 | 9:12  | 11   |
| 8.     | Democrata-GV (1) | C   | 10   | 2 | 4 | 4 | 8:14  | 10   |
| 9.     | Ipatinga (1)     | C   | 8    | 2 | 3 | 3 | 9:11  | 9    |
| 10.    | Patrocinense (2) | B   | 11   | 3 | 2 | 6 | 12:14 | 11   |
| 11.    | Caldense         | B   | 12   | 2 | 3 | 7 | 12:18 | 9    |
| 12.    | Democrata-SL (2) | B   | 11   | 1 | 4 | 6 | 7:16  | 7    |

(1): Athletic plaatste zich in eerste instantie voor de Série D 2024, maar omdat de club in 2023 reeds promotie kon afdwingen naar de Série C ging de plaats naar de volgende in de rij, Ipatinga. 

(2): Villa Nova en Democrata-GV trokken zich terug voor de Série D 2024, hun plaatsten gingen naar Patrocinense en het degraderende Democrata-SL 
|  | Kampioen, geplaatst voor Copa do Brasil 2024                      |
|  | Vicekampioen, geplaatst voor Copa do Brasil 2024                  |
|  | Uitgeschakeld in halve finale, geplaatst voor Copa do Brasil 2024 |
|  | Winnaar Troféu Inconfidência, geplaatst voor Copa do Brasil 2024  |
|  | Geplaatst voor Série D 2024                                       |
|  | Degradatie naar Módulo II 2024                                    |
|  | Degradatie naar Módulo II 2024 en geplaatst voor Série D 2024     |

### Kampioen
| Campeonato Mineiro de 2023 - Módulo I |
| ------------------------------------- |
| ATLÉTICO MINEIRO 48º Titel            |

1915 · 1916 · 1917 · 1918 · 1919 · 1920 · 1921 · 1922 · 1923 · 1924 · 1925 · 1926 · 1927 · 1928 · 1929 · 1930 · 1931 · 1932 · 1933 · 1934 · 1935 · 1936 · 1937 · 1938 · 1939 · 1940 · 1941 · 1942 · 1943 · 1944 · 1945 · 1946 · 1947 · 1948 · 1949 · 1950 · 1951 · 1952 · 1953 · 1954 · 1955 · 1956 · 1957 · 1958 · 1959 · 1960 · 1961 · 1962 · 1963 · 1964 · 1965 · 1966 · 1967 · 1968 · 1969 · 1970 · 1971 · 1972 · 1973 · 1974 · 1975 · 1976 · 1977 · 1978 · 1979 · 1980 · 1981 · 1982 · 1983 · 1984 · 1985 · 1986 · 1987 · 1988 · 1989 · 1990 · 1991 · 1992 · 1993 · 1994 · 1995 · 1996 · 1997 · 1998 · 1999 · 2000 · 2001 · 2002 · 2003 · 2004 · 2005 · 2006 · 2007 · 2008 · 2009 · 2010 · 2011 · 2012 · 2013 · 2014 · 2015 · 2016 · 2017 · 2018 · 2019 · 2020 · 2021 · 2022 · 2023 · 2024